# Samostan San Nicolò l'Arena
Nekdanji benediktinski samostan San Nicolò l’Arena na zahodu starega mestnega jedra Catanie je od leta 2002 na seznamu Unescove svetovne dediščine poznobaročnih mest Val di Noto. Velja za največji samostanski kompleks na Siciliji z največjo cerkvijo na otoku. V samostanski stavbi so danes deli univerze v Cataniji.

## Začetki v Nicolosiju
Benediktinci, ki so bili po arabski prevladi nad Sicilijo poklicani v Catanio, so na pobočjih Etne ustanovili naselja. V današnji vasi Nicolosi (700 m nad morjem) je bil hospic prvič omenjen leta 1156 in leta 1359 samostan San Nicolò l’Arena, podrejen samostanu Santa Maria di Licodia. Posvečen je bil svetemu Miklavžu, katerega kosti so bile prenesene iz Mire v Bari. Vzdevek l’Arena izvira iz peščene sedimentne kamnine rena rossa (latinsko arena = pesek), ki je bila izpostavljena vročini tokov lave. Leta 1506 so se sicilski benediktinci pridružili kongregaciji Monte Cassino.

## Renesančna gradnja
Zaradi tega je bil samostan iz Nicolosija preseljen v Catanio, k čemur naj bi prispevala nevarnost razbojnikov, izbruhi gore Etna in potresi ter ostrejše podnebje male ledene dobe. Poglavarji so obdržali naslov opata Santa Maria di Licodia in San Nicolò l’Arena. Kot lokacija novega samostana je bilo najprej izbrano območje okoli današnje Piazze Machiavelli na zahodu mesta, nato pa območje, imenovano Cipriana nekoliko bolj severno (od Cypris = Venera). Gradbena dela so se začela leta 1558. V naslednjih desetletjih je bila kvadratna samostanska stavba zgrajena okoli z marmorjem okrašenega (danes zahodnega) križnega hodnika s stolpom podobnim razglednim mestom in majhno cerkvijo. Najprej so bile dokončane kleti severnega in zahodnega trakta. Pokrita mozaična tla in freske rimskih hiš so zdaj ponovno izpostavljene. Za načrtovanje samostana je bil pripeljan rimski arhitekt Giulio Lasso († 1612), ki je deloval na Siciliji in katerega najbolj znano delo je Quattro Canti v Palermu.

## Continijev projekt
Ko je lava med izbruhom Etne leta 1669 pritekla okoli Catanie v morje, se je ustavila šele ob zahodni in severni fasadi samostanske stavbe. To je zahtevalo obsežna odkrivanja in popravila. Bogat samostan s tem ni bil zadovoljen: leta 1686 je v Catanio prišel toskanski arhitekt Giovanni Battista Contini (1641–1723). Odobrili so njegov projekt za novo cerkev, na katero naj bi vplivali bazilika svetega Petra v Rimu in samostan svete Justine v Padovi. Continijevi načrti, katerih izvajanje se je začelo takoj, so predvidevali tudi razširitev samostanske stavbe na štirikrat večjo velikost. Tako bi ustvarili kompleks s simetričnim tlorisom, podobnim tistemu v kraljevi rezidenci El Escorial blizu Madrida.

## Po lavi potres
Toda že leta 1693 je potres v Val di Noto (zgodovinska upravna enota na jugovzhodu Sicilije) do temeljev uničil Catanio. Tako kot večina prebivalstva je tudi dve tretjini benediktinskih očetov umrlo. Preživeli so samostan začeli seliti na novo lokacijo brez lave, imenovano Monte Vergine, med današnjima ulicama Sangiuliano, Santa Maddalena, Plebiscito in Bambino, vendar je vojaško ministrstvo temu nasprotovalo, ker je bilo ob to točko. Zato so dela na stari lokaciji nadaljevali leta 1700.

## Poznobaročni samostan
Da bi omogočili načrtovano širitev samostana na bregu lave na severu, so samostansko stavbo dvignili z namestitvijo napolnjenega mezanina nad kletjo. Na vzhodu je bil zgrajen drugi križni hodnik. Vzhodna in južna fasada sta bili zgrajeni pod vodstvom Antonina Amatota. Medtem ko je Brydone te fasade primerjal z njihovo bogato kiparsko dekoracijo leta 1770 z Versaillesom, je Bertucci leta 1846 posmehljivo govoril o stile arabo-moderno. Nadaljevala so se tudi dela na cerkvi, ki so bila prekinjena po letu 1693, najprej je bila dokončana glavna ladja in provizoričen zaključek.
1738–1743 je Giovan Battista Vaccarini (1702–1768) na bregu lave namesto prvotno načrtovanega tretjega križnega hodnika začel graditi skupne in reprezentativne prostore, kot so preddverje, velik refektorij, muzej in knjižnica. Od leta 1746 je Francesco Battaglia (1701–1788) nadaljeval z gradnjo, vključno z mostom, ki je vodil iz zgornjega nadstropja samostanske stavbe do samostanskega vrta na bregu lave na zahodu. Nedokončana cerkev pa je leta 1755 delno propadla, ker so bili oboki nepravilno zgrajeni. Zdaj je vodenje gradnje prevzel Giuseppe Palazzotto (1702–1764).
Riedesel je leta 1767 zapisal: »Začeli so graditi cerkev, ki bo tako kot vse, kar se duhovniki lotijo, stala veliko denarja brez okusa; in zgradba je tako slabo vodena, da je obok že propadel, ne glede na strop. (...) Samostan je strašna zgradba, strašna zaradi svoje velikosti in slabega okusa.«
O orglah Donata Del Pianoja (1704–1785), ki so bile slavnostno odprte istega leta, Goethe poroča, da je neopazen menih na »čudovitem glasbilu« cerkev pretresal do zadnjega kota z najmanjšim dihom in nasilnimi toni.
1766–1784 je v samostanu delal zadnji veliki baročni arhitekt v Catanii, Poljak Stefano Ittar (1724–1790). Zasnoval je poleliptično kuliso stavbe pred cerkvijo, ki je ljudem omogočila udeležbo ob večjih verskih praznikih (Piazza Dante) in dokončal skupne prostore, ki jih je začel Vaccarini. Predvsem pa je dokončal cerkev, ki jo je Borch leta 1777 označil za eno najlepših v Italiji, medtem ko je samostanska stavba pričala o pomanjkanju dobrega okusa. Takrat je v cerkvi še vedno manjkala kupola, ki jo je nanjo postavil Ittar v letih 1778–1780.
V 1790-ih je Battagliin sin Antonino zgradil monumentalno stopnišče na vzhodu samostanske stavbe, ki je bilo okrašeno s štukaturnimi reliefi. Njegov bratranec Carmelo Battaglia se je lotil fasade cerkve, ki jo je anonimni zmagovalec arhitekturnega natečaja oblikoval po vzoru lateranske bazilike v Rimu. Kljub temu je ostal monumentalni trup. V 1840-ih je bila s pomočjo nemških astronomov v tla transepta cerkve vdelana 39 m dolga sončna ura (Meridiana). Mario Musumeci je bil zadnji arhitekt, ki je spremenil vzhodni križni hodnik samostana, v središču katerega je bil zgrajen neogotski Caffeaos (kavarna).

## Sekularizacija in nova uporaba
Po mnenju Dereka Bealesa je San Nicolò l'Arena (kot so Melk, Vierzehnheiligen, Sankt Gallen ali Sankt Blasien) ena od samostanskih stavb 18. stoletja, »ki opazovalca osupne s svojo veličino, lepoto in drznostjo«. Catanski samostan je bil namenjen oskrbi plemičev, ki so večinsko pravico izključili iz dedovanja družinskega premoženja. Razkošje zgradb mora odražati njihov družbeni položaj. Z notranjimi dimenzijami 105 m v dolžino, 71 m v širino in 62 m v višino (kupola) je cerkev največja na Siciliji. Samostanska stavba, velika 210 x 130 m, spominja na kraljevo palačo, čeprav je v njej živelo le približno 20 do 40 duhovnikov. Kako dobro so živeli, kaže monumentalna kuhinja, okrašena s keramičnimi ploščicami in pripadajočimi podzemnimi shrambami (od katerih jašek pelje skozi lavo do reke Amenano, ki je bila pokrita leta 1669).
Zgoraj navedeni Brydone je namigoval, da so bili Cataniini »debeli benediktinski menihi odločeni zagotoviti raj, vsaj na tem svetu, če ne na drugem«.
Da bi rešili očetovo čast, je treba dodati, da so se mnogi med njimi posvetili znanosti, na primer arheologiji. Samostan je imel materialno bazo v latifundijih s tisoči delavcev. Leta 1846 je dosegel 82.500 dukatov dobička, kar ustreza 284 kg zlata z veliko večjo kupno močjo kot danes. Takšna institucija, ki je temeljila na rojstnih privilegijih, ni mogla preživeti obdobja revolucije.
Na svojem drugem potovanju na Sicilijo leta 1862 je imel Giuseppe Garibaldi kratek čas sedež v samostanu. Štiri leta kasneje je bila ta, tako kot na tisoče drugih verskih ustanov, sekularizirana v novoustanovljeni Kraljevini Italiji. Razglašen je bil za umetniški spomenik in prepuščen mestu Catania. Opat Giuseppe Benedetto Dusmet je postal nadškof in kardinal. V objekt so se preselili vojašnica, tehnični inštitut, gimnazija, astrofizični observatorij in geodinamični laboratorij. Leta 1977 je prešla v last Univerze v Catanii, razen cerkve. V 1990-ih je projekt obnove in predelave izvedel Giancarlo De Carlo. Danes ima sedem oddelkov DISUM (Oddelek za humanistične vede) in Biblioteche Riunite Civica e A. Ursino Recupero svoj sedež v nekdanjem samostanu, obnova cerkvene kupole pa je bila končana leta 2012.
V nekdanjo samostansko stavbo se lahko vstopi med vodenimi ogledi. Dostopna je tudi cerkev in njene strešne terase. Nekdanje zbirke benediktincev so danes del imetja Museo civico v Castello Ursino.

## Galerija
- Idealplan (1704, kopija iz leta 1835).
- Načrtovana fasada cerkve (1774).
- Izveden spodnji del.
- Kupola in zvonik.
- Znotraj kupole (višina 62 m).
- Glavna ladja (dolžina 105 m).
- Transept (širina 71 m): sončna ura.
- Kapela ni zgrajena (1789).
- Južno pročelje z glavnim portalom (1907).
- Monumentalno stopnišče (1835).
- Idealen načrt samostana (1835).
- Knjižnična soba.
- Refektorij.
- Kuhinja z edikulo in keramičnimi ploščicami.
- Shrambe pod kuhinjo.
- "Caffeaos" (kavarna).